# Aconitato (acónito)
Aconitato é o nome genérico dos sais derivados do ácido aconítico produzidos a partir da planta acónito.